# Stanislas-Marie Maillard
Stanislas-Marie Maillard (Gournay-en-Bray, 11 dicembre 1763 – Parigi, 15 aprile 1794) è stato un rivoluzionario e militare francese.

## Biografia
Figlio di un usciere dello Châtelet, agitatore della folla, il 14 luglio 1789 prese parte alla presa della Bastiglia e, datosi il titolo di «capitaine des volontaires de la Bastille» (capitano dei volontari della Bastiglia), partecipò a tutti gli episodi più significativi della rivoluzione.
Guidò la spedizione delle donne di Parigi a Versailles (5 ottobre 1789) e l'anno successivo venne nominato capitano della Guardia nazionale.
Su incarico della Comune di Parigi, cercò senza successo di arginare la furia della folla durante i massacri di settembre, istituendo e presiedendo nel carcere dell'Abbaye-aux-Bois un tribunale popolare. Secondo altri vi partecipò direttamente, con la sua amante Théroigne de Méricourt.
Arrestato come hebertista e destinato alla ghigliottina, morì di tubercolosi in prigione.